# Saison 1 de Fargo
Chronologie
Saison 2
Cet article présente les dix épisodes de la première saison de la série télévisée américaine Fargo.

## Synopsis de la saison
L'histoire se déroule en 2006. Lorne Malvo, un tueur à gages, arrive dans la ville de Bemidji dans le Minnesota. Sa présence affecte la tranquilité de la vie locale par sa violence et sa malice, et notamment celle de Lester Nygaard, commercial en assurance.

## Distribution de la saison

### Acteurs principaux
- Billy Bob Thornton (V. F. : Gérard Darier) : Lorne Malvo
- Martin Freeman (V. F. : Julien Sibre) : Lester Nygaard
- Allison Tolman : Molly Solverson
- Colin Hanks (V. F. : Olivier Chauvel) : Gus Grimly

### Acteurs récurrents
- Bob Odenkirk : Bill Oswalt
- Kate Walsh (V. F. : Emmanuelle Rivière) : Gina Hess
- Adam Goldberg (V.F. : Patrick Mancini) : Mr Numbers
- Russell Harvard : Mr Wrench
- Oliver Platt (V. F. : Jean-Loup Horwitz) : Stavros Milos
- Joshua Close (VF : Emmanuel Lemire) :  Chazz Nygaard
- Glenn Howerton (V. F. : David Van de Woestyne) : Don Chumph
- Jordan Peele : Webb Pepper
- Keegan-Michael Key : Bill Budge
- Joey King : Greta Grimly
- Julie Ann Emery (V.F. : Barbara Tissier) : Ida Thurman
- Tom Musgrave : Bo Munk
- Keith Carradine : Lou Solverson
- Rachel Blanchard (V. F. : Caroline Victoria) : Kitty Nygaard
- David Brown (V. F. : Sébastien Ossard) : Dr Esbit
- Jennifer Copping (V. F. : Anne Broussard) : Louise Weezy Canton
- Liam Green (V. F. : Gabriel Bismuth-Bienaimé) : Moe Hess
- Byron Noble (V. F. : Serge Faliu) : Ari Ziskind
- Susan Park (V. F. : Anneliese Fromont) : Linda Park
- Anna Sundberg (V. F. : Juliette Poissonnier) : Patty Knicklebocker

## Liste des épisodes

### Épisode 1:Le Dilemme du crocodile
- États-Unis : 15 avril 2014
- France : 
  - 15 septembre 2014 sur Netflix
  - 22 juillet 2019 sur France 2 à 1 h 5

- États-Unis : 2,654 millions de téléspectateurs[1]

Lorne Malvo percute un cerf alors qu'il conduit sur une route du Minnesota à la sortie de Bemidji. Un homme à moitié nu profite de l'accident pour sortir du coffre et prendre la poudre d'escampette à travers la neige. En ville, Lester Nygaard rencontre Sam Hess, un ancien camarade de lycée qui avait pour habitude de le martyriser ; Nygaard se retrouve à l'hôpital pour s'être cassé le nez tout seul après que Hess a feint de lui donner un coup de poing. À l'hôpital, Nygaard et Malvo souffrent tous les deux d'une blessure à la tête et patientent pour se faire soigner. Nygaard raconte à Malvo ce qu'il s'est passé, ce dernier suggère de tuer Hess pour lui. Nygaard ne semble ni approuver, ni désapprouver cette idée et quitte la salle d'attente pour se faire soigner. Plus tard, Malvo tue Hess.
Pendant ce temps, le chef Thurman et l'officier Molly Solverson enquêtent à la fois sur la voiture accidentée en dehors de la ville, avec l'homme du coffre retrouvé mort gelé, et sur le décès de Hess. Ils apprennent rapidement que Nygaard parlait de Hess à l'hôpital avec un autre homme qui avait une blessure à la tête qui laissait supposer un lien avec l'accident de voiture. Les deux affaires étaient sûrement liées. Le soir, au cours d'une dispute, Lester, fatigué d'être continuellement humilié par sa femme, la tue à coups de marteau. 

### Épisode 2:Le Prince coq
- États-Unis : 22 avril 2014
- France : 
  - 15 septembre 2014 sur Netflix
  - 22 juillet 2019 sur France 2 à 2 h 25

- États-Unis : 2,037 millions de téléspectateurs[2]

### Épisode 3:Embourbés
- États-Unis : 29 avril 2014
- France : 15 septembre 2014 sur Netflix

- États-Unis : 1,874 million de téléspectateurs[3]

Molly enquête sur l'accident de voiture et l'homme congelé. Elle apprend que ce dernier a été enlevé sur son lieu de travail à Saint Paul. Une caméra de sécurité a tout filmé, elle récupère donc une photo du malfaiteur. Lester retourne travailler. Il a pour mission d'aller chez Gina Hess pour les formalités de l'assurance liées au décès de Sam. Il voit par la fenêtre deux hommes, il s'agit de M. Numbers et M. Wrench, qui regardent fixement la maison des Hess. Les deux hommes se rendent sur le lieu de travail de Lester, ils sont interrompus par Molly qui fait semblant d'avoir besoin d'une assurance. Elle est en fait là pour voir la réaction de Lester devant la photo qui montre clairement Malvo, kidnappant l'homme congelé.
Pendant ce temps, Malvo informe le coach de fitness de la femme de Stavros, Don Chumph, qu'il sait que c'est lui le maître chanteur. Malvo reprend le chantage en main pour tourmenter lui-même Stavros. Pour parvenir à ses fins, il commence par tuer le chien de Stavros, remplace ses médicaments contre le mal de dos par de l'Adderall, un médicament pouvant provoquer de l'hypertension ou de la psychose, et sabote sa plomberie en faisant couler du sang de cochon dans la douche.

### Épisode 4:Toutes les nuances de vert
- États-Unis : 6 mai 2014
- France : 15 septembre 2014 sur Netflix

- États-Unis : 1,704 million de téléspectateurs[4]

Dans le Minnesota en 1987, Stavros, sa femme et son jeune fils tombent en panne sur la route après avoir fui une vie de misère. Stavros découvre une valise remplie de billets sous une épaisse couche de neige (enterrée par Carl Showalter (Steve Buscemi) dans le film Fargo (1996)) comportant 920 000$. De retour en 2006, Stavros est de plus en plus sur les nerfs à cause du chantage dont il fait l'objet et s'en prend à Don qui se fait passer pour un plombier. En sortant de chez Stavros, Don aperçoit Malvo qui attend de l'autre côté de la route. 
Pendant ce temps, Gus reçoit un appel radio lui demandant de se rendre chez Stavros car son chien a été tué. Il tombe sur Malvo, qui se tient juste là, comme sorti de nulle part, l'interpelle et l'arrête. Dans la voiture, sur le trajet vers le commissariat, Malvo prédit à Gus qu'il énoncera la phrase « Vous faites une erreur ». Gus prévient Molly qu'il a arrêté l'homme qui conduisait la voiture de Lester et lui demande de venir. Molly découvre de son côté que Lester a passé un appel au Leroy's Motor Hotel au moment des meurtres chez lui. Oswalt reprend le dossier et se rend lui-même à Duluth. Lui et le lieutenant de Duluth mènent l'interrogatoire ; Malvo se présente sous un autre nom et joue la victime affirmant qu'il est pasteur. Cela fonctionne et il est relâché, Gus dit alors à son lieutenant qu'il fait une erreur. En interrogeant les employés du Leroy's Motor Hotel, Molly découvre que le suspect s'appelle Lorne Malvo.

### Épisode 5:Les Dix Plaies d'Egypte
- États-Unis : 13 mai 2014
- France : 15 septembre 2014 sur Netflix

- États-Unis : 1,597 million de téléspectateurs[5]

### Épisode 6:L'Âne de Buridan
- États-Unis : 20 mai 2014
- France : 15 septembre 2014 sur Netflix

- États-Unis : 1,799 million de téléspectateurs[6]

Malvo se rend chez Chumph pour qu'il appelle Stavros qui a préparé le million de dollars. Après avoir discuté brièvement sur la façon de partager l'argent, Malvo frappe Chumph et l'attache sur un banc de musculation juste en face de la porte d'entrée. Il lui scotche également un fusil non chargé entre les mains et, à l'aide d'un autre fusil, Malvo tire sur le voisinage depuis une fenêtre calfeutrée. Il s'enfuit par la porte de derrière avant l'arrivée de la police sur les lieux et laisse Chumph dans un piège qui lui coûte la vie lors d'un échange de tirs. La tempête se lève et laisse un épais brouillard. 
Molly se rend à Duluth pour essayer d'éclaircir la situation avec l'aide de Grimly. Ils sont alors interrompus à la suite d'un accident de voiture causé par M. Numbers et M. Wrench avec Malvo, suivi de coups de feu en pleine rue. Malvo parvient à piéger Numbers et lui soutire une information, à savoir que c'est la famille mafieuse de Fargo qui l'envoie, avant de l'égorger. Molly et Grimly se séparent. Grimly entend un échange de tirs après la sommation de Molly et voit quelqu'un qui s'approche. Sans voir dans ce brouillard, il tire accidentellement sur Molly.
Pendant ce temps, Stavros change d'avis et décide de ramener le million de dollars là où il l'avait trouvé (en réalité la somme initiale était de 920 000$), au bord de la route et l'enterre sous la neige. C'est le seul moyen qu'il a trouvé pour se faire pardonner de Dieu. Il demande à son garde du corps de ramener son fils Dimitri à la maison. Sur la route, le brouillard commence à se dissiper et des poissons tombent du ciel, causant un accident de voiture mortel pour le garde du corps et Dimitri. 

### Épisode 7:Qui rase le barbier?
- États-Unis : 27 mai 2014
- France : 15 septembre 2014 sur Netflix

- États-Unis : 1,515 million de téléspectateurs[7]

Molly est à l'hôpital, se remettant de sa blessure. Grimly lui avoue être à l'origine du tir. Elle tente d'interroger Wrench qui se trouve également à l'hôpital, sans succès. Elle parvient à faire le lien entre Hess, Malvo, Nygaard, Fargo, Wrench et Numbers. En sortant de l'hôpital, elle se rend directement au commissariat de Bemidji pour en informer Oswalt, qui lui est absent... En effet, il fête l'arrestation du tueur du chef Thurman : Chazz Nygaard. La manipulation de Lester est une réussite : son neveu a apporté le revolver à l'école, le domicile de son frère est fouillé par la police, qui a obtenu un mandat, et les fausses preuves sont retrouvées dans l'armoire d'armes. Lester accuse son frère d'avoir eu une liaison avec Pearl. Celle-ci y aurait mis fin lors d'une dispute au sous-sol et Chazz l'aurait alors frappée et tuée à coups de marteau. Thurman était arrivé et Lester avait soi-disant eu peur de son frère, qui s'était caché dans la salle de bain et était revenu pour tuer le chef. Lester s'en sort libre. 

### Épisode 8:L'Accumulation
- États-Unis : 3 juin 2014
- France : 15 septembre 2014 sur Netflix

- États-Unis : 1,863 million de téléspectateurs[8]

Après l'arrestation de Chazz, Lester commence une nouvelle vie en se débarrassant d'abord de toutes les affaires de Pearl. Plus tard, Gina la veuve de Hess se rend au bureau de Lester furieuse, elle veut être payée par l'assurance. Lester refuse car Sam ne réglait plus ses cotisations. De son côté, Molly tente de faire rouvrir le dossier pour prouver la culpabilité de Lester mais selon Oswalt, c'est une affaire réglée, elle doit passer à autre chose. De retour à Duluth, Malvo tue le policier qui monte la garde devant la chambre d'hôpital de M. Wrench et lui prend la clé des menottes. À Fargo, les deux agents du FBI qui étaient chargés de la surveillance lors de la fusillade causée par Malvo, se retrouvent rétrogradés et doivent s'occuper des archives. 

### Épisode 9:Le Loup, la Chèvre et le Chou
- États-Unis : 10 juin 2014
- France : 15 septembre 2014 sur Netflix

- États-Unis : 1,902 million de téléspectateurs[9]

Lorne Malvo est devenu le docteur Michaelson et joue le rôle d'un dentiste dans un cabinet de Kansas City afin de piéger un collègue dont le frère est intégré à un programme de protection des témoins. Lors d'une virée à Las Vegas en compagnie de ses futures victimes, Malvo est confronté à Lester, qui met en danger son plan. Il feint de ne pas le connaître, mais Lester insiste, accompagnant même le groupe dans un ascenseur. Malvo joue alors avec Lester, en lui proposant de choisir, comme lors de leur première rencontre: oui ou non. Lester choisit oui et Malvo abat les trois autres occupants de l'ascenseur. Lester fuit l'hôtel et Las Vegas en urgence.
A Bemidji, Molly est contactée par la police de Las Vegas qui lui demande d'interroger Lester, probable témoin d'un triple meurtre. Ce dernier se prépare à partir pour Acapulco le plus vite possible et se trouve désemparé face aux questions de Molly. Cependant, sa femme, Linda, le couvre tant bien que mal. 
Malvo est de retour à Bemidji et tente de retrouver Lester en interrogeant le voisinage. Il se rend dans le restaurant de Lou Solverson et manque de croiser Molly et les agents Pepper et Budge, venus à la rencontre de l'adjointe pour éclaircir l'affaire de la tuerie de Fargo. Les deux membres du FBI sont d'ailleurs très impressionnés par son travail.

### Épisode 10:La Fourchette de Morton
- États-Unis : 17 juin 2014
- France : 15 septembre 2014 sur Netflix

- États-Unis : 1,98 million de téléspectateurs[10]

Témoin du meurtre de sa femme par Lorne Malvo dans son agence, Lester réarrange la scène de crime afin qu'elle ressemble à un braquage ayant mal tourné. Il se rend ensuite au restaurant de Lou Solverson et feint d'attendre Linda. Il appelle anonymement la police pour signaler des coups de feu non loin de chez Nyggard Insurance. Contacté par la police, il joue le mari dévasté devant le cadavre de Linda et tente de récupérer les billets d'avion pour Acapulco, restés dans l'emblématique anorak orange. Cependant, Molly lui demande de ne pas toucher aux preuves.
Lou, prenant connaissance de l'histoire, informe sa fille qu'un homme cherchait Lester. Molly interroge Lester, qui nie encore ses liens avec Malvo. Il est raccompagné à son domicile par les agents du FBI présents sur place. 
Sur la route, Gus remarque une BMW rouge garée près d'un chalet. Il se rappelle alors avoir aperçu un homme ressemblant à Malvo dans une telle voiture pendant qu'il faisait sa tournée mais avait pensé que c'était une hallucination. Gus s'infiltre dans ce qui s'avère être le repaire du tueur à gages. 
Malvo met en place un nouveau plan afin de coincer Lester: il dérobe d'abord un carnet de mots de passe du FBI dans la voiture de Pepper et Budge, afin d'annuler l'intervention massive du FBI demandée par Molly pour sa capture, information qu'il a découverte grâce à son scanner audio. Ensuite, il se rend chez un concessionnaire et demande à essayer une voiture très similaire à celle des agents du FBI de Bemidji. Il arrive enfin chez Lester et élimine Pepper et Budge, ces derniers pensant voir arriver leurs renforts. 
Lester remarque des traces de sang sur la neige devant sa maison et se cloître dans sa salle de bain en appelant la police. Malvo est guidé par la voix de Lester et monte à l'étage, où ce dernier a disposé un piège à loup caché par des vêtements répandus sur le sol. Le piège se referme sur la jambe de Malvo, les deux hommes échangent des coups de feu mais Lester se cache et Malvo, gravement blessé, se retire. Le tueur rejoint sa planque et tente de se soigner. Il est interrompu par Gus, qui l'attendait. Le mari de Molly finit par lui tirer trois balles dans le corps et deux dans la tête. Les cassettes audio trouvées par Gus dans le chalet confirment le parcours criminel de Malvo, qui prenait plaisir à réécouter les appels désespérés de ses victimes, dont celui de Lester.